# Palisades Tahoe
Pour les articles homonymes, voir Palisades.
Palisades Tahoe, officiellement Palisades Tahoe Ski Resort et dénommé jusqu'en 2021 Squaw Valley Ski Resort, est une station de sports d'hiver située dans la ville homonyme Squaw Valley devenue Olympic Valley, dans l’État de Californie, dans l’Ouest des États-Unis.

## Histoire
Créée en 1949, la célèbre station californienne, qui fête son 75e anniversaire en 2024, allie style, dynamisme et terrains exigeants. Elle accueille les Jeux olympiques d'hiver de 1960 ainsi que des épreuves de la Coupe du monde de ski alpin lors de la saison 2016-2017 et la saison 2022-2023.
En 2012, elle fusionne avec la station de Alpine Meadows (ski resort) (en) et devient Squaw Valley Alpine Meadows.

## Domaine skiable

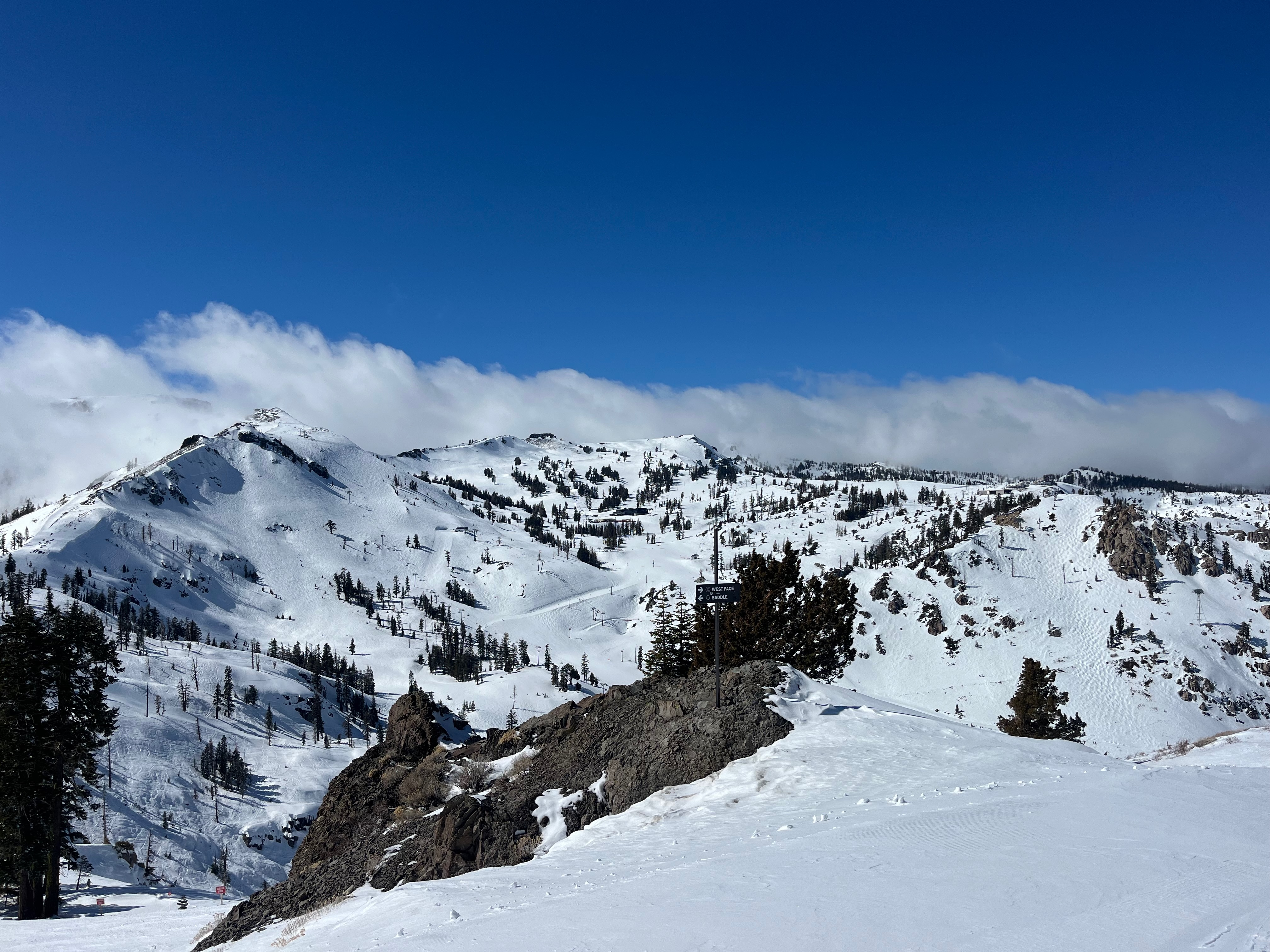
Un sommet de Palisades Tahoe.

Le domaine skiable de Palisades Tahoe a une surface de 24,3 km2 et se situe entre 1 890 et 2 760 mètres d'altitude. Il compte 30 remontées et 177 pistes.